# Zeytinköy
Zeytinköy ist ein Dorf im Landkreis Selçuk der türkischen Provinz Izmir. Zeytinköy liegt etwa 89 km südlich der Provinzhauptstadt İzmir, 14 km nordwestlich von Selçuk und 23 km nördlich von Kuşadası. Zeytinköy hatte laut der letzten Volkszählung 901 Einwohner (Stand Ende Dezember 2009). Zeytinköy liegt etwa 3 km vom ägäischen Meer entfernt.

## Geschichte
Nach dem Bevölkerungsaustausch zwischen Griechenland und der Türkei wurde Zeytinköy 1924 von Türken aus Thessaloniki gegründet. Seinen Namen erhielt Zeytinköy (türkisch für Olivendorf) von den zahlreichen Olivenbäumen. Zwischen 1940 und 1950 wanderten Personen überwiegend aus den Provinzen Denizli, Erzincan, Isparta, Erzurum, Sivas und Trabzon ein. Die Bevölkerung besteht hauptsächlich aus Türken und Zaza, daneben finden sich auch einige Kurden.

## Wirtschaft und Infrastruktur
Die wichtigen Einnahmequellen sind der Ackerbau, Anbau von Baumwolle und Oliven. Viele Personen verließen wegen Mangel an Arbeitsplätzen das Dorf und ließen sich in Selçuk oder Kuşadası nieder. Dort sind sie meistens im Fremdenverkehr tätig.